# Pleolophus secernendus
Pleolophus secernendus är en stekelart som först beskrevs av Otto Schmiedeknecht 1905.  Pleolophus secernendus ingår i släktet Pleolophus och familjen brokparasitsteklar. Inga underarter finns listade i Catalogue of Life.